# Calhoun City
Calhoun City es un pueblo del condado homónimo, Misisipi, Estados Unidos. Según el censo de 2000 tenía una población de 1.872 habitantes.

## Demografía
Según el censo de 2000, había 1.872 personas, 736 hogares y 530 familias residiendo en la localidad. La densidad de población era de 305,0 hab./km². Había 827 viviendas con una densidad media de 134,7 viviendas/km². El 66,72% de los habitantes eran blancos, el 32,00% afroamericanos, el 0,11 amerindios, el 0,05% asiáticos, 0,16% de otras razas y el 0,96% pertenecía a dos o más razas. El 0,69% de la población eran hispanos o latinos de cualquier raza.
Según el censo, de los 736 hogares en el 34,5% había menores de 18 años, el 44,3% pertenecía a parejas casadas, el 23,6% tenía a una mujer como cabeza de familia, y el 27,9% no eran familias. El 26,4% de los hogares estaba compuesto por un único individuo, y el 15,6% pertenecía a alguien mayor de 65 años viviendo solo. El tamaño promedio de los hogares era de 2,38 personas, y el de las familias de 2,84.
La población estaba distribuida en un 25,1% de habitantes menores de 18 años, un 8,1% entre 18 y 24 años, un 23,2% de 25 a 44, un 21,6% de 45 a 64, y un 22,0% de 65 años o mayores. La media de edad era 39 años. Por cada 100 mujeres había 73,0 hombres. Por cada 100 mujeres de 18 años o más, había 66,4 hombres.
Los ingresos medios por hogar en la localidad eran de 23.983 dólares ($), y los ingresos medios por familia eran 28.047 $. Los hombres tenían unos ingresos medios de 27.917 $ frente a los 20.292 $ para las mujeres. La renta per cápita para la ciudad era de 14.294 $. El 25,2% de la población y el 23,2% de las familias estaban por debajo del umbral de pobreza. El 41,1% de los menores de 18 años y el 16,9% de los habitantes de 65 años o más vivían por debajo del umbral de pobreza.

## Geografía
Según la Oficina del Censo de los Estados Unidos, Calhoun City tiene un área total de 6,2 km² de los cuales 6,1 km² corresponden a tierra firme y 0,1 km² a agua. El porcentaje total de superficie con agua es 1,25%.